# Juan Pablo Alanis
Juan Pablo Alanis (1986, General Alvear, Mendoza), es un jugador de voleibol profesional que integra la selección argentina desde 2004.

## Historia
Nace en 1986 en General Alvear al sur de la Provincia de Mendoza, comenzó jugando como amateur en la Escuela de Agricultura de su ciudad, institución a la que asistía. Integró la selección juvenil durante 3 años; actualmente juega en el Bolivar Voley Club, equipo del conductor televisivo Marcelo Tinelli y participa desde hace 2 años en la selección nacional de vóley de Argentina.